# Arsenije Glić
Arsenije Glić ili Arsen Glič (Glich, Glics) (Gradac, 23. siječnja, 1724. – Koprivnica, 24. travnja, 1773.) hrvatski (kajkavski) je pisac, franjevac i hagiograf, slovenskog podrijetla.
Rođen je u Štajerskoj. 1742. je došao na Hrvatsku i pristupio zagrebačkim franjevcima, kada završio gimnaziju u Gradcu. 1744. – 1746. godine je studirao filozofiju u Ugarskoj, u Pečuhu, zatim u Zagrebu (1758. – 1759.). 1748. godine je postao svećenik. 1750. – 1751. godine propovjednik u Krapini, 1751. – 1757. godine u Sigetu, 1757. – 1758. godine u Pečuhu, i dugo vrijemena u Zagrebu (1758. – 1759., 1761. – 1762., 1772. – 1773.). Zatim propovjednik u Šiklošu (1759. – 1761., 1762. – 1763.), Kostajnici (1763. – 1764.), Kloštru Ivaniću (1764. – 1767.), Križevcima (1768. – 1769.), Virovitici (1769.)

## Djela
- Put Szvetoga Krisa (1765.)
- Szveteh paztirov, paztiricza, tesakov, izpovednikov sivlyenye (rukopis, izgubljen)

## Vanjske povezanice
- GLIČ, Arsen (Glich, Glics) (Hrvatski biografski leksikon)  Arhivirana inačica izvorne stranice od 13. veljače 2021. (Wayback Machine)